# 阿尔蒂克
阿尔蒂克（羅馬化：Artik），是亚美尼亚希拉克州阿尔蒂克市镇的城镇及其行政中心。2011年人口普查时该镇的人口数量为19,534人。2016年官方估计的人口数量为18,800人。
阿尔蒂克以石灰華而著称，主要是粉红色和玫瑰色的石灰華，为亚美尼亚的石灰華和洞石生产中心。

## 辞源
根据当地人的解释，该镇名字由两部分组成：词首源自阿拉加茨山（Aragats），词尾意为“倾斜”。所以该名字的意思可能是“向阿拉加茨山倾斜”。

## 图集

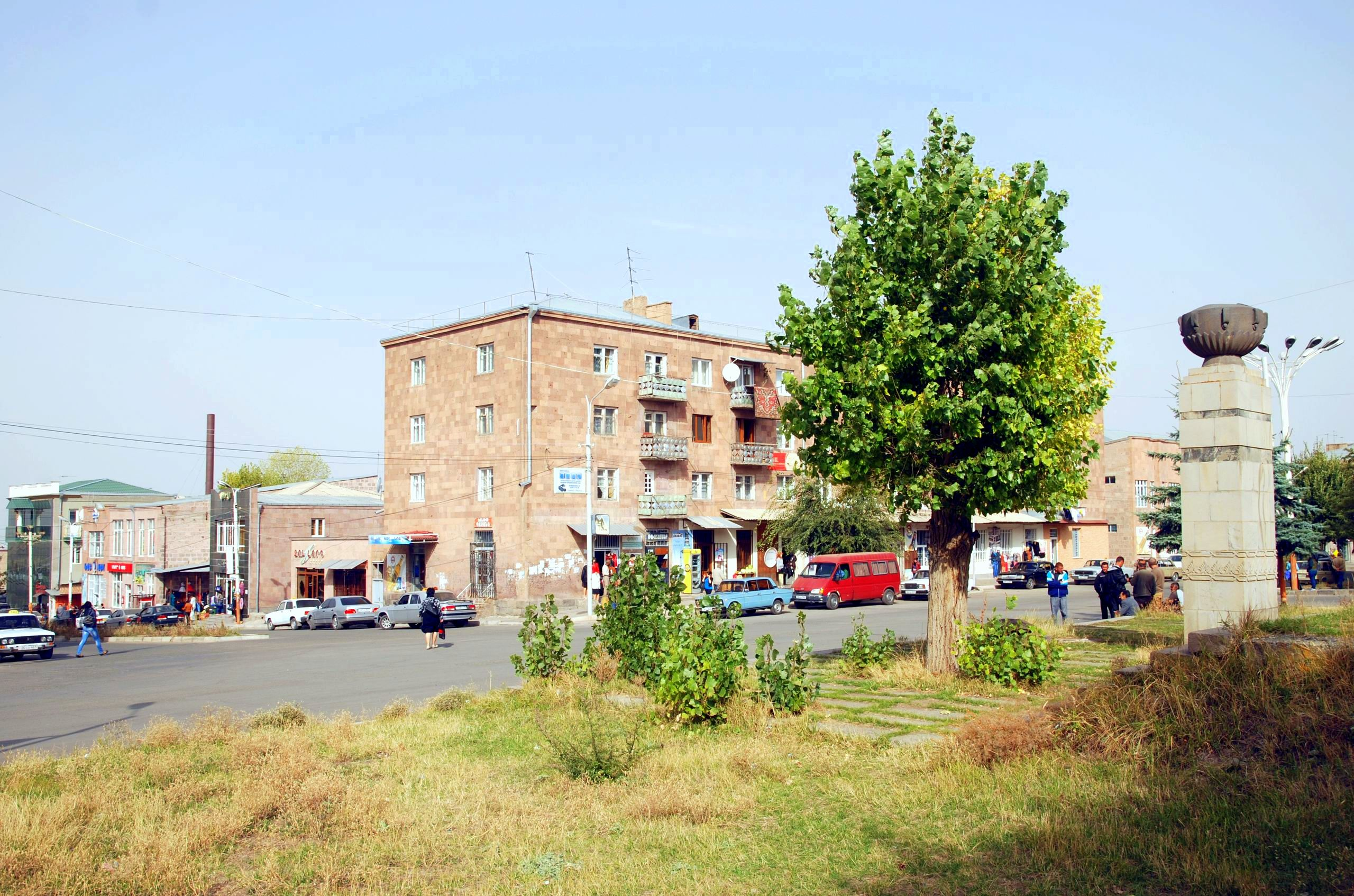
街景
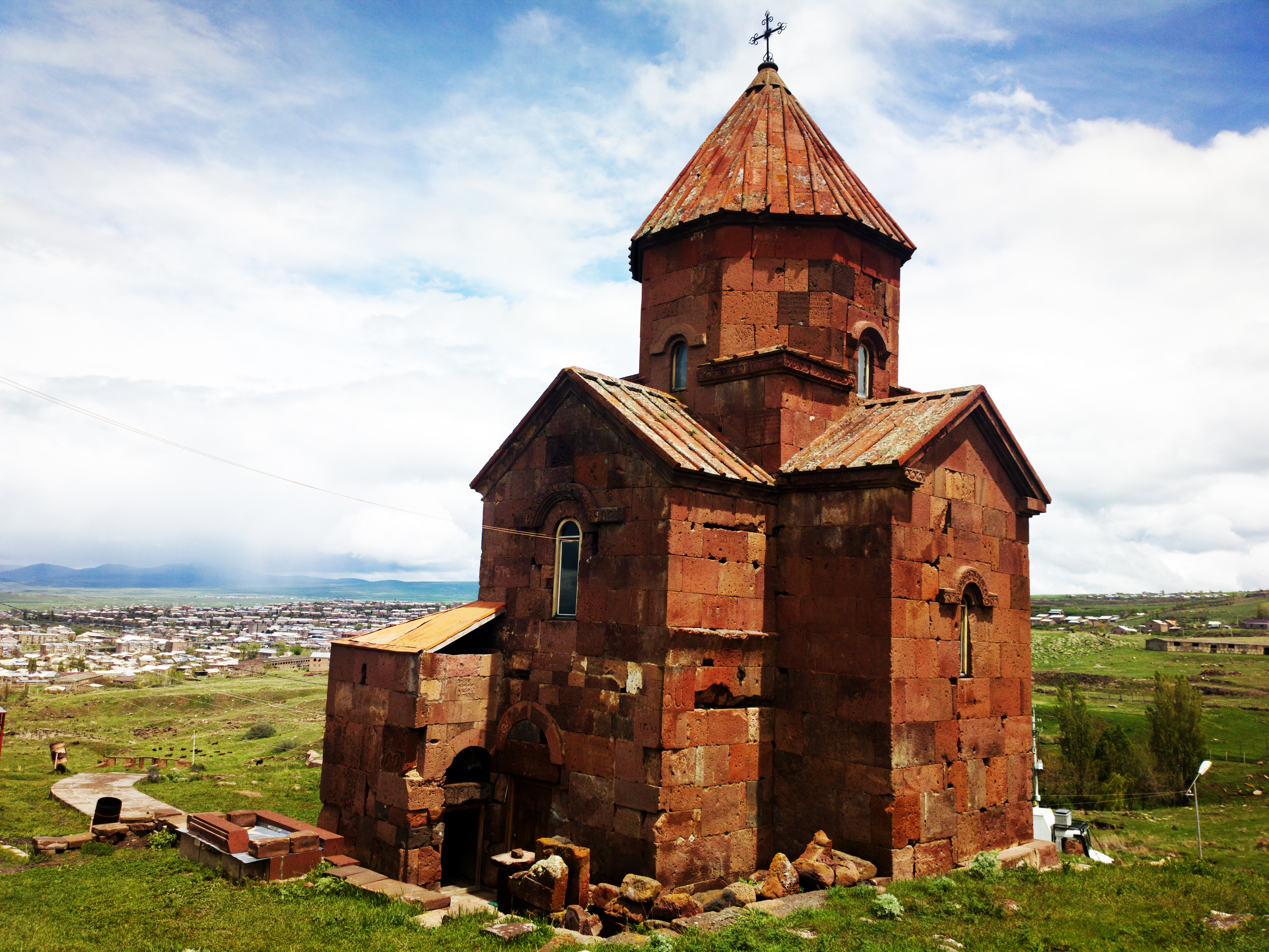
修道院
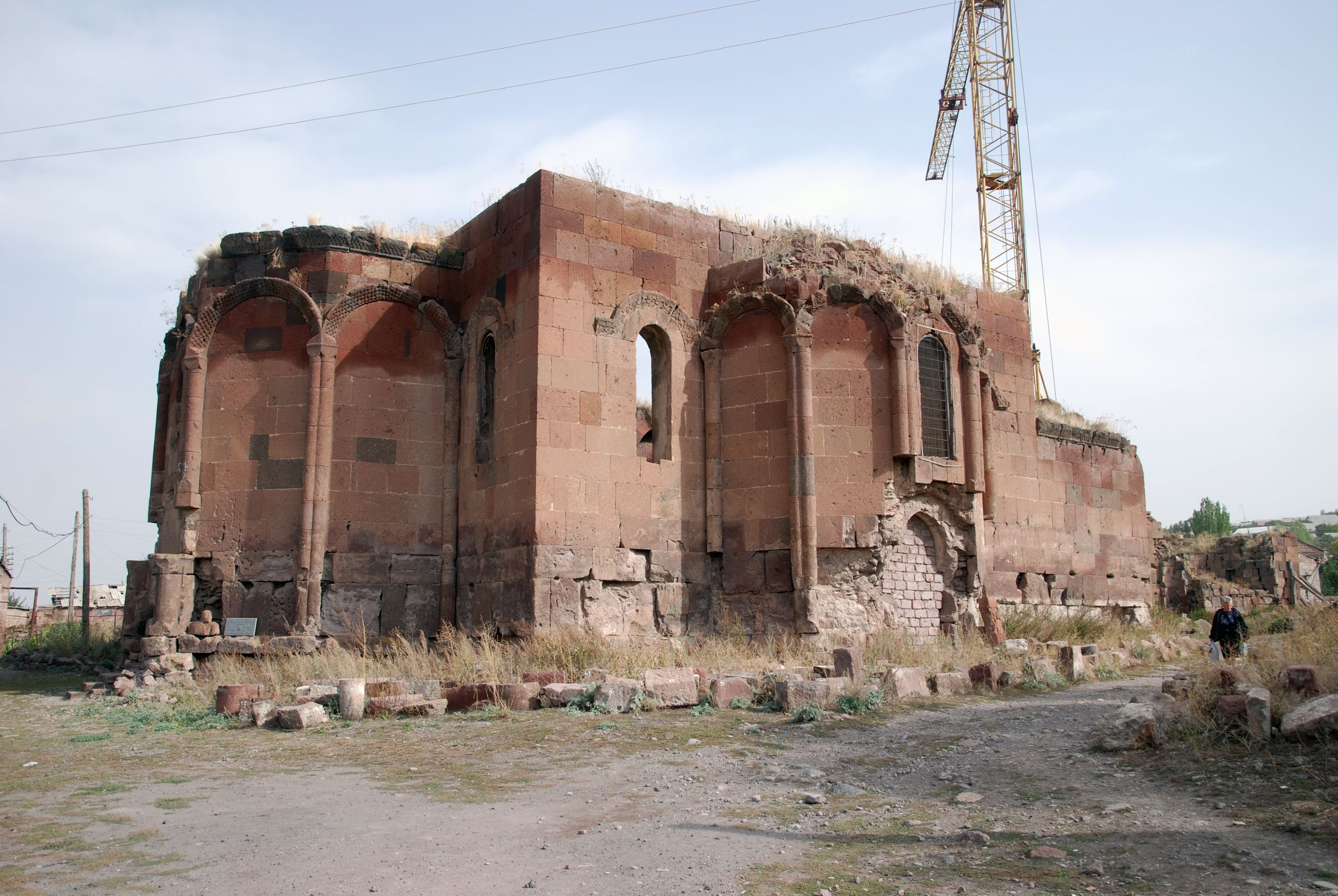
正在修建的天主教堂